# Lepturus tenuis
Lepturus tenuis là một loài thực vật có hoa trong họ Hòa thảo. Loài này được Balf.f. mô tả khoa học đầu tiên năm 1884.